# 32.º Troféu HQ Mix
O 32º Troféu HQ Mix (também grafado como Troféu HQMIX) foi um evento organizado pela Associação dos Cartunistas do Brasil (ACB) e pelo Instituto do Memorial das Artes Gráficas do Brasil (IMAG) com o propósito de premiar as melhores publicações brasileiras de quadrinhos de 2019 em diferentes categorias.

## História
O processo de inscrição ocorreu de 20 de janeiro a 14 de março. Artistas, editores e autores puderam inscrever obras (além de eventos e exposições, que possuem categorias específicas) que foram lançadas durante 2019 no Brasil. A inscrição, realizada através do site oficial do prêmio, custava 15 reais por cada título, dando direito a inscrevê-lo em até duas categorias. Categorias extras poderiam ser selecionadas mediante o pagamento de 15 reais a cada duas novas categorias de uma mesma obra. Além do pagamento, ainda havia a obrigatoriedade de enviar um arquivo PDF da obra, sendo que as categorias de melhor projeto editorial e melhor projeto gráfico também exigia o envio de um exemplar impresso para avaliação dos jurados.
O design do troféu (que homenageia um autor diferente a cada ano) representou a personagen Radical Chic, de Miguel Paiva. O artista Wilson Iguti foi o responsável pela escultura.
Os indicados da primeira fase foram divulgados no dia 29 de setembro através das redes sociais do Troféu HQ Mix. Foram 1.162 inscrições em 32 categorias. Após quatro meses de trabalho, foram escolhidos 10 finalistas em cada categoria (com algumas exceções) pela comissão julgadora, composta por Daniela Baptista (presidente), Nobu Chinen, Dandara Palankof, Marcelo Naranjo, Silvio Alexandre e Audaci Junior. A votação da segunda fase (pela internet, com a participação de mais de 2.000 profissionais da área) começou no início de outubro e teve seus resultados divulgados em 26 de novembro. A comissão julgadora também foi responsável pela escolha dos vencedores das categorias sem votação aberta. As categorias acadêmicas tiveram comissão julgadora própria.
Devido à pandemia de COVID-19, a cerimônia de premiação ocorreu de forma on-line pelo YouTube no canal Sesc CPF – Centro de Pesquisa e Formação. Os vencedores enviaram vídeos de agradecimento que foram exibidos durante a cerimônia e o artista Miguel Paiva, escolhido como grande mestre desta edição, foi entrevistado por Serginho Groisman.

## Vencedores e indicados
| Categoria                              | Vencedor(es) | Outros indicados |
| -------------------------------------- | --- | --- |
| Adaptação para os quadrinhos           | Travesti Edmond Baudoin e Mircea Cărtărescu / editora Veneta | - A Nova Califórnia (Daniel Araujo / independente) - A Viola Encarnada: Moda de Viola em Quadrinhos (Yuri Garfunkel / Lyra) - Jane (Aline Brosh McKenna e Ramón K. Perez / Pipoca & Nanquim) - Lenora (Juliana Fiorese / independente) - Virgem Depois dos 30 (Atsuhiko Nakamura e Bargain Sakuraichi / Pipoca & Nanquim) - O Corvo (Leander Moura / independente) - O Elísio: Uma Jornada ao Inferno (Renato Dalmaso / AVEC) - O Ninguém (Jeff Lemire / Pipoca & Nanquim) - Os Mitos de Cthulhu (Vários autores / Pipoca & Nanquim) |
| Arte-finalista nacional                | Shiko Três Buracos | - Al Stefano (Salseirada) - Alex Genaro (Valkíria) - André Vazzios (Tuhú e o Andarilho do Tempo) - Chairim Arrais (E8!) - Felipe Fox (Seedtown) - Luciano Salles (Grand Prix Metanoia) - Mario Cau (Monstruário Volume 2) - Santtos (Blackout 2) - Victor Harmatiuk (Shimra) |
| Colorista nacional                     | Wagner Willian Silvestre | - Amaury Filho (Nas Profundezas da Loucura) - Danilo Freitas (Monstruário Volume 2) - Fred Rubim (A Todo Vapor!) - Italo Silva (Bill Finger) - João Gutkoski (Por Assim Dizer) - Marcelo Costa (Piteco: Fogo) - Mary Cagnin (Bittersweet) - Pedro Cobiaco (Lila) - Rafael Torres (Simultâneo) - Renato Dalmaso (O Elísio: Uma Jornada ao Inferno) - Wesley Samp (A Última Dança) |
| Desenhista nacional                    | Jefferson Costa Roseira, Medalha, Engenho e Outras Histórias | - Al Stefano (Salseirada) - Alex Rodrigues (Último Assalto) - Cavani Rosas (Polinização) - Danilo Beyruth (Love Kills) - Fefê Torquato (Tina: Respeito) - Marcel Bartholo (A Necromante) - Marcello Quintanilha (Luzes de Niterói) - Mary Cagnin (Bittersweet) - Orlandeli (Os Olhos de Barthô) - Santtos (Blackout 2) - Shiko (Três Buracos) - Wagner Willian (Silvestre) |
| Dissertação de Mestrado                | O Tempo Multidimensional nos Quadrinhos: Um Estudo das Estratégias Narrativas em Here, de Richard McGuire Cátia Ana Baldoíno da Silva / UFG                                                                                               | Eleito pelo júri especializado |
| Edição especial estrangeira            | O Eternauta 1969 Héctor Germán Oesterheld e Alberto Breccia / Comix Zone | - A Louca do Sagrado Coração (Alejandro Jodorowsky e Moebius / Veneta) - Aurora nas Sombras (Fabien Vehlmann e Kerascoët / DarkSide) - Bezimena (Nina Bunjevac / Zarabatana) - Deadwood Dick: Negro Como a Noite, Vermelho Como Sangue (Michele Masiero e Corrado Mastantuono / Panini Comics) - Intrusos (Adrian Tomine / Nemo) - Luz Que Fenece (Barbara Baldi / Pipoca & Nanquim) - Mister No: Revolução (Michele Masiero e Matteo Cremona / Panini Comics) - Moonshadow (J.M. Dematteis e Jon J. Muth / Pipoca & Nanquim) - O Dia de Julio (Gilbert Hernandez / Nemo) - Solitário (Chabouté / Pipoca & Nanquim) - Spinning (Tillie Walden / Veneta) |
| Edição especial nacional               | Roseira, Medalha, Engenho e Outras Histórias Jefferson Costa / Pipoca & Nanquim | - Capa Preta (Lourenço Mutarelli / Comix Zone) - Love Kills (Danilo Beyruth / DarkSide) - Luzes de Niterói (Marcello Quintanilha / Veneta) - O Elisio: Uma Jornada ao Inferno (Renato Dalmaso / AVEC) - O Obscuro Fichário dos Artistas Mundanos (Vários autores / Cepe) - Silvestre (Wagner Willian / DarkSide) - Tina: Respeito (Fefê Torquato / Panini Comics) - Três Buracos (Shiko / Mino) - Último Assalto (Daniel Esteves e Alex Rodrigues / Zapata) |
| Editora do ano                         | Pipoca & Nanquim | - AVEC - Comix Zone - DarkSide - Devir - Draco - JBC - Jupati/Marsupial - Marca de Fantasia - Mino - Nemo - Panini Comics - Todavia - Veneta - Zarabatana |
| Evento                                 | Butantã Gibicon | - Esquentamente Artist's Alley - Heromix - Kuadrombi - Nitcomics - Panorama Nona Arte - Poc Con - Semana De Quadrinhos da UFRJ - SIQ (Semana Internacional de Quadrinhos) - Virada Nerd e Dia do Quadrinho Grátis |
| Exposição                              | Angola Janga de Marcelo D'Salette em Angola/Moçambique | - O Ordinário Rafael Sica - Batman 80 – A Exposição - O Matrimônio De Céu & Inferno - Malu – Pequena, Comum E Extraordinária - Exposição Catálogo Hq Brasil – Gibiteca de Curitiba - Exposição Ao Mestre Com Carinho – Ziraldo - Este Não É Um Lugar Seguro - Underground Ilustrado - Traços Curitibanos 3 |
| Grande contribuição                    | Exposição O Pasquim 50 anos | Eleito pela comissão organizadora |
| Grande contribuição                    | Site O Pasquim da Biblioteca Nacional | Eleito pela comissão organizadora |
| Homenagem                              | Cada Passo Importa Sarepta Farmacêutica e Mauricio de Sousa Produções | Eleito pela comissão organizadora |
| Homenagem                              | Ivan Freitas da Costa | Eleito pela comissão organizadora |
| Homenagem                              | 20 anos do Universo HQ | Eleito pela comissão organizadora |
| Livro teórico                          | Mulheres & Quadrinhos Dani Marino e Laluña Machado, orgs. / Skript | - Catálogo HQ Brasil (Érico Assis, editor / Programa Brasil em Quadrinhos) - Como Escrever Tirinhas de Quadrinhos?: Um Pequeno Manual de Roteiro e Storytelling (Rafael Duarte Oliveira Venancio / independente) - Educando na República: Charges, Cartuns e Histórias em Quadrinhos da Revista Illustrada (Thiago Modenesi / independente) - Grande Almanaque de Super-Heróis Brasileiros (Franco de Rosa / Chiaroscuro Studios) - Mulheres Quadrinistas: No Ceará Tem Disso Sim (Jeanni Cordeiro Barros / Appris) - O Estatuto das Belas-Artes Nos Quadrinhos (Gazy Andraus / Marca de Fantasia) - O Justiceiro de Garth Ennis e o Mundo como Graphic Novel (Alberto Pessoa / Marca de Fantasia) - Salão de Humor Internacional de Caratinga: 15 Anos (Edra) - Tiras Paulistas 1963-1968 (Luigi Rocco / Laços) |
| Mestre                                 | Miguel Paiva | Eleito pela comissão organizadora |
| Novo talento - desenhista              | Brendda Maria Cais do Porto | - André Vazzios (Tuhú e o Andarilho do Tempo) - Deborah Salles (Viagem em volta de uma ervilha) - Fabio Quill (Amálgama) - Gio Guimarães (Hologramas) - Gleisson Cipriano (Caçada Azul) - Greg (O Obscuro Fichário dos Artistas Mundanos) - Gustavo Novaes (A Cabana) - Juliana Fiorese (Lenora) - Natália Vulpes (A Casa da Lua Cheia) - Renato Dalmaso (O Elísio: Uma Jornada ao Inferno) - Victor Harmatiuk (Shimra) |
| Novo talento - roteirista              | Jefferson Costa Roseira, Medalha, Engenho e Outras Histórias | - Al Stefano (Salseirada) - Amanda Miranda (Tabu) - Caru Moutsopoulos e Caroline Favret (A Cabana) - Eliane Bonadio (Hologramas) - Gabriela Antonia Rosa (Shimra) - Guilherme Match (Kophee) - Marília Marz (Indivisível) - Mylle Silva (Doce Jazz) - Rafael Marçal (Filhote de Mandrião) - Renato Dalmaso (O Elísio: Uma Jornada ao Inferno) - Silva João (HQ de Briga) |
| Produção para outras linguagens        | Turma da Mônica: Laços / filme live action Daniel Rezende, diretor | - Turma do Cabeça Oca Contra o Bullying / peça teatral (Christie Queiroz) - The Boys 1ª Temporada / série de TV - Turma do Pererê.Doc / documentário (Ricardo Favilla, diretor) - A Mulher Surda na Segunda Guerra Mundial / exposição virtual (Germano Weniger Spelling) - Umbrella Academy 1ª Temporada / série de TV |
| Projeto editorial                      | Coleção Batman Noir Panini Comics | Eleito pela comissão organizadora |
| Projeto gráfico                        | Cartas para Ninguém Diana Salu / Padê | Eleito pela comissão organizadora |
| Publicação de aventura/terror/fantasia | Gibi de Menininha 2 Camila Suzuki, Camila Torrano, Clarice França, Dane Taranha, Fabiana Signorini, Germana Viana, Juliana Loyola, Katia Schittine, Milena Azevedo, Rebeca Puig, Renata CB Lzz, Roberta Cirne e Sueli Mendes / Zarabatana | - A Cabana (Caroline Favret, Caru Moutsopoulos e Gustavo Novaes / Outside.co) - A Grande Odalisca (Bastien Vivès, Florent Ruppert e Jérôme Mulot / Pipoca & Nanquim) - A Última Flecha (Emerson Medina e Romahs / Monomito) - Aurora nas Sombras (Fabien Vehlmann e Kerascoët / DarkSide) - Gideon Falls nº 2 (Andrea Sorrentino, Jeff Lemire e Dave Stewart / Mino) - Monstruário Volume 2 (Lucas Oda e Mario Cau / Jupati) - O Esqueleto: O Fim de Todas as Espécies (Salvador Sanz / Zarabatana) - Penpengusa (Milena Azevedo e Rodrigo Xavier / Zarabatana) - Sobre o Tempo em Que Estive Morta (Daniel Esteves, Sueli Mendes, Pedro Okuyama e Wanderson de Souza / Zapata) - Três Buracos (Shiko / Mino) |
| Publicação de clássico                 | Akira nº 6 Katsuhiro Otomo / JBC | - Almanaque 50 Anos: The Supermãe (Ziraldo / Melhoramentos) - Biblioteca Will Eisner: Um Contrato Com Deus (Will Eisner / Devir) - Capa Preta (Lourenço Mutarelli / Comix Zone) - Lendas do Universo DC: Quarto Mundo (Jack Kirby / Panini Comics) - Lone Sloane (Philippe Druillet / Pipoca & Nanquim) - Moonshadow (J.M. Dematteis e Jon J. Muth / Pipoca & Nanquim) - O Eternauta 1969 (Héctor Germán Oesterheld e Alberto Breccia / Comix Zone) - Squeak The Mouse (Mattioli / Veneta) - Tio Patinhas: A Coroa Perdida de Gengis Khan (Carl Barks / Panini Comics) |
| Publicação de humor                    | Hell No! Bem-vindo ao Inferno Leo Finocchi / Balão | - Corenstein: Como Faz Para Parar? (Cora Ottoni / independente) - Malu: Pequena, Comum e Extraordinária (José Aguiar / Quadrinhofilia) - Navio Dragão (Rebeca Prado / Bast!) - O Clube da Criança Junkie (Leon / independente) - Olga, a Sexóloga Volume 2 (Thaïs Kisuki / Cubzac) - Os Catecismos de Mama Jellybean: Minha Vida no Convento (Germana Viana / independente) - Razão Vs Emoção (Guilherme Bandeira / Meu Bolso) - Trambik (Airton Marinho e Gustavo Lambreta / independente) - Vida Besta (Galvão Bertazzi / Pé-de-Cabra) |
| Publicação de tira                     | Batatinha Fantasma: Amor em Quadrinhos Carol Borges e Filipe Remedios / independente | - A Vida e Outras Ansiedades (Rafaela Villela / independente) - Corenstein: Como Faz Para Parar? (Cora Ottoni / independente) - Malu: Pequena, Comum e Extraordinária (José Aguiar / Quadrinhofilia) - Memes São a Salvação (Cecília Ramos / independente) - Navio Dragão (Rebeca Prado / Bast!) - Os Mundos de Liz (Daniel Brandão / Noir) - Razão Vs Emoção (Guilherme Bandeira / Meu Bolso) - Téo & o Mini Mundo: O Livro (Caetano Cury / RPHQ) - Vida Besta (Galvão Bertazzi / Pé-de-Cabra) |
| Publicação em minissérie               | Akira nº 6 Katsuhiro Otomo / JBC | - Boa Noite Punpun nº 7 (Inio Asano / JBC) - Bone nº 3 (Jeff Smith / Todavia) - Erased nº 9 (Kei Sanbe / JBC) - Little Witch Academia nº 3 (Terio Teri / JBC) - Monstruário Volume 2 (Lucas Oda e Mario Cau / Jupati) - O Marido do Meu Irmão (Gengoroh Tagame / Panini Comics) - Rosa de Versalhes (Riyoko Ikeda / JBC) - Senhor Milagre (Tom King e Mitch Gerads / Panini Comics) - Tengu (Lucas Pereira e Frank William / independente) |
| Publicação independente de autor       | São Francisco Gabriela Güllich e João Velozo / independente | - A Cabana (Caroline Favret, Caru Moutsopoulos e Gustavo Novaes / Outside.co) - Blackout 2 (Chris Tex e Santtos / independente) - Brisa Errada (Amanda Treze / independente) - Doce Jazz (Mylle Silva e Melissa Garabeli / Têmpora) - Existe Outro Caminho: A Primeira Geração do Rap Nacional, pt. 1 (Douglas Lopes e Max Koubik / independente) - Hologramas (Eliane Bonadio e Gio Guimarães / independente) - Kophee (Guilherme Match / JBC) - Mjadra (Thiago Ossostortos / independente) - O Cramulhão e o Desencarnado (Lillo Parra e Gilmar Machado / independente) - Salsadeira (independente) - Tengu (Lucas Pereira e Frank William / independente) |
| Publicação independente de grupo       | VHS: Video Horror Show Fernando Barone e Rodrigo Ramos, orgs. / Belzebooks | - Café Espacial nº 17 (Sergio Chaves, editor / independente) - HarmoniHQ (Vários autores / Estúdio Armon) - Histórias Passageiras (Vários autores / Qualidade em Quadrinhos) - Histórias Quentinhas Sobre Sair do Armário (Vários autores / independente) - Orixás: Ikú (Vários autores / independente) - Pé-de-Cabra nº 2 (Vários autores / Pé-de-Cabra) - Segunda-Feira Eu Paro (Vários autores / independente) - Shoujo Bomb (Vários autores / independente) - Volkan 2 (Vários autores / Top Comics) |
| Publicação independente edição única   | Último Assalto Daniel Esteves e Alex Rodrigues / Zapata | - A Cabana (Caroline Favret, Caru Moutsopoulos e Gustavo Novaes / Outside.co) - A Nova Califórnia (Daniel Araujo / independente) - Caroço de Abacate (Majory Yokomizo / independente) - Divino Mundanismo (Ronaldo Barata e Tainan Rocha / Faria e Silva) - Entre Cegos e Invisíveis (André Diniz / Café Espacial) - Hologramas (Eliane Bonadio e Gio Guimarães / independente) - Mjadra (Thiago Ossostortos / independente) - Os Olhos de Barthô (Orlandeli / independente) - Pedra Pome (Rogi Silva / independente) - Simultâneo (Rafael Torres / independente) |
| Publicação infantil                    | Como Fazer Amigos e Enfrentar Fantasmas Gustavo Borges e Eric Peleias / independente | - A Casa da Lua Cheia (Natália Vulpes / independente) - A Última Dança (Wesley Samp / independente) - Boa Noite, Planeta (Liniers / Vergara & Riba) - Bravo (Gui Lipari e Li Adisaka / independente) - Filhote de Mandrião (Rafael Marçal / independente) - Lumberjanes (Noelle Stevenson, Shannon Watters, Brooklyn Allen e Maarta Laiho / Devir) - Milka (Wagner Willian / Empíreo) - Mônica: Tesouros (Bianca Pinheiro / Panini Comics) - Princesa Astronauta Fantasma Em Aterrissagem Forçada (Ricardo J. Souza / independente) - Tuhú e o Andarilho do Tempo (André Vazzios / independente) |
| Publicação juvenil                     | Tina: Respeito Fefê Torquato / Panini Comics | - A Heroica Lenda de Arslan nº 1 (Hiromu Arakawa e Yoshiki Tanaka / JBC) - Cabra D'Água e a Peleja Contra os Gigantes (Airton Martinho, Lederly Mendonça e Leopoldo Anjo / Draco) - Golias (Tom Gauld / Todavia) - Luz Que Fenece (Barbara Baldi / Pipoca & Nanquim) - Malu: Pequena, Comum e Extraordinária (José Aguiar / Quadrinhofilia) - O Mundo de Yang: Rumo ao Sul (Orlandeli / Gambatte) - Os Mundos de Liz (Daniel Brandão / Noir) - Província Negra (Kaled Kanbour e Kris Zullo / Gabaju) - Umbrella Academy: Hotel Oblivion (Gerard Way e Gabriel Bá / Devir) |
| Publicação mix                         | Mulheres & Quadrinhos Dani Marino e Laluña Machado, orgs. / Skript | - Bruttal (Raoni Marqs, Yuri Moraes, Felipe Portugal e Thiago M. Martins / Omelete Originals) - Café Espacial nº 17 (Sergio Chaves, editor / independente) - Gibi de Menininha 2 (Camila Suzuki, Camila Torrano, Clarice França, Dane Taranha, Fabiana Signorini, Germana Viana, Juliana Loyola, Katia Schittine, Milena Azevedo, Rebeca Puig, Renata CB Lzz, Roberta Cirne e Sueli Mendes / Zarabatana) - Histórias Passageiras (Vários autores / Qualidade em Quadrinhos) - Na Quebrada: Quadrinhos de Hip Hop (Vários autores / Draco) - Pé-de-Cabra nº 2 (Vários autores / Pé-de-Cabra) - Sangue no Olho (Vários autores / Draco) - Segunda-Feira Eu Paro (Vários autores / independente) - Tools Challenge: Sayonara Bye Bye (Max Andrade / Draco)                                                          |
| Relevância internacional               | Sirlene Barbosa e João Pinheiro | Eleito pela comissão organizadora |
| Roteirista nacional                    | Daniel Esteves Sobre o Tempo em Que Estive Morta e Último Assalto | - Aline Zouvi (Pão Francês) - Danilo Beyruth (Love Kills) - Felipe Nunes (Clean Break) - Lillo Parra (O Cramulhão e o Desencarnado) - Marcello Quintanilha (Luzes de Niterói) - Mário César (Bendita Cura 2) - Milena Azevedo (Penpengusa) - Orlandeli (Os Olhos de Barthô) - Shiko (Três Buracos) - Thiago Ossostortos (Mjadra) |
| Roteirista nacional                    | Fefê Torquato Tina: Respeito | - Aline Zouvi (Pão Francês) - Danilo Beyruth (Love Kills) - Felipe Nunes (Clean Break) - Lillo Parra (O Cramulhão e o Desencarnado) - Marcello Quintanilha (Luzes de Niterói) - Mário César (Bendita Cura 2) - Milena Azevedo (Penpengusa) - Orlandeli (Os Olhos de Barthô) - Shiko (Três Buracos) - Thiago Ossostortos (Mjadra) |
| Tese de Doutorado                      | Quadrinhos no Rio Grande do Sul: Um Momento Decisivo – O Humor Gráfico em Debate & As Produções de Sampaulo, Santiago e Edgar Vasques na Formação de um Polissistema Vinicius da Silva Rodrigues / UFRGS                                  | Eleito pelo júri especializado |
| Trabalho de conclusão de curso         | Quadrinhos e Matemática: Algumas Possíveis Construções Usando a Imaginação Leandro Carlos Blum / UFRGS | Eleito pelo júri especializado |
| Web quadrinhos                         | Bendita Cura Mário César | - A Todo Vapor! (Enéias Tavares e Fred Rubinm) - Bittersweet (Mary Cagnin) - Gemini (Rogi Silva e Clémence Bourdaud) - Instacomics: The Last Drive (Tiago Palma) - Laços (Sandro Manesco Junior) - O Abismo (Má Matiazi) - Por Assim Dizer (João Gutkoski) - Porto Alegre em Quadrinhos (Pablito Aguiar) - Valkíria: Guerra Fria (Jorge de Barros, Alex Genaro e Alex Mir) |
| Web tira                               | Tirinhas do Silva João Silva João | - A Vida e Outras Ansiedades (Rafaela Villela) - Astro Não Mia (Diogo Mendes) - Batatinha Fantasma (Carol Borges e Filipe Remedios) - Cartumante (Cecília Ramos) - Depósito do Wes (Wesley Samp) - Larkness (Lark) - O Capirotinho (Guilherme Infante) - Razão Vs Emoção (Guilherme Bandeira) - Tirinhas de Helô D'Angelo (Helô D'Angelo) |